# Jiří Viktor Daneš
Jiří Viktor Pavel Daneš (* 23. August 1880 auf Schloss Nový Dvůr, Böhmen; † 11. April 1928 in Culver City, USA) war ein tschechischer Geograph und Weltreisender. Er war von 1919 bis 1922 der erste Konsul der Tschechoslowakei in Australien.

## Leben
Jiří Viktor Daneš entstammte einer böhmischen Brauer- und Mälzerfamilie. Sein Vater Josef Daneš hatte 1855 Barbara, geborene Fastrová, eine Tochter des Revolutionsführers Petr Faster, geheiratet und sich im selben Jahr mit der Pacht der Brauerei in Kutná Hora selbständig gemacht. 1861 pachtete er noch die Brauerei in Kladno hinzu. Beide liefen so gut, dass die Familie 1869 das Gut Nový Dvůr erwarb, auf dem Josef Daneš 1870 eine neue Brauerei errichten ließ. Nachdem Barbara Danešová 46-jährig verstorben war, sah sich der Witwer nicht in der Lage, sich sowohl um die Geschäfte als auch um seine zwölf Kinder zu kümmern, und heiratete kurzerhand seine Schwägerin Johanna Fastrová. Das einzige Kind aus Josef Daneš’ zweiter Ehe war Jiří Viktor Daneš.
Nachdem Josef Daneš 1883 verstorben war, übernahm sein ältester Sohn Viktor Daneš 25-jährig die Führung der Geschäfte. Im Jahre 1890 schickte Johanna Danešová ihren einzigen eigenen Sohn zur Ausbildung in die nahegelegene Stadt Prag auf das Realgymnasium auf der Křemencová. Nach der Matura schrieb sich Jiří Viktor Daneš 1898 zunächst an der Philosophischen Fakultät der Karl-Ferdinands-Universität im Hauptfach Geschichtswissenschaften ein. Zwei Jahre später entschied er sich für ein Geographiestudium und nahm 1900 als Assistent von Jan Palacký am Internationalen Geologenkongress in Paris und am Kongress der Wirtschaftsgeographen teil. 1902 wurde er mit einer Arbeit über die Bevölkerungsdichte in der Herzegowina zum Dr. phil. promoviert. Anschließend leistete Daneš seinen Militärdienst bei der k.u.k. 8. Transportdivision in Prag ab. Zudem besuchte er 1903 in Berlin Vorlesungen von Max Groll. Im Jahre 1904 habilitierte sich Daneš mit einer Arbeit über das untere Neretva-Tal. Daneš war 1904 Teilnehmer am 8. Internationalen Geographenkongress in Washington und an Exkursionen in die Weststaaten der USA und nach Mexico. 1906 wurde er zum Dozenten an der Karl-Ferdinands-Universität ernannt.
Der Tod seiner Mutter, die ihm die gute Ausbildung ermöglicht hatte, war im Jahre 1908 für Daneš ein schwerer Schlag. Im selben Jahre trat er in die Handelsakademie in der Resslová ein und lernte dort seine spätere Frau Božena Hanušová kennen. Zwischen 1909 und 1910 unternahm Daneš in Begleitung seiner Frau und seines Freundes Karel Domin seine erste Reise nach Australien und Java. Nach dem Ausbruch des Ersten Weltkrieges war Daneš bis 1917 nach Sarajevo, wo vier seiner Geschwister lebten, abkommandiert. Nach dem Zusammenbruch der k.u.k.-Monarchie war Daneš in Sarajevo Organisator der Tschechischen Legion, die sich erfolgreich gegen Plünderungen einsetzte. Im Dezember 1918 kehrte er nach Prag zurück und wurde 1919 an der Karls-Universität zum ordentlichen Professor ernannt. Ende 1919 erhielt Daneš die Ernennung zum Generalkonsul der Tschechoslowakei in Australien. 1920 reiste Daneš nach Australien, wo er im selben Jahr den Mundaring Weir untersuchte und Kalgoorie besuchte. Zugleich richtete er in Sydney das tschechoslowakische Konsulat ein. Ende 1920 unternahm er eine Studienreise in die Australischen Alpen. 1921 folgten weitere Forschungsreisen in die Blauen Berge, nach Neuguinea und Neubritannien sowie nach Cairns und Tasmanien. Seine diplomatische Mission in Australien endete am 31. Dezember 1922.
Im Jahre 1923 war Daneš Teilnehmer des 16. Kongresses der Australischen Gesellschaft für wissenschaftlichen Fortschritt in Neuseeland. Anschließend unternahm er eine Schiffsreise auf dem Pazifik mit Aufenthalten in Fidschi, Tonga, Samoa, Hawaii sowie Japan und die Republik China; über Japan, Kanada, England und Frankreich reiste Daneš danach in die Tschechoslowakei zurück. Zwischen 1924 und 1925 hielt Daneš parallel Vorlesungen an der Karls-Universität Prag und der im Aufbau befindlichen Comenius-Universität Bratislava, wo er das Geologische Institut gründete. 1925 wurde er zum Dekan der Naturwissenschaftlichen Fakultät der Karls-Universität ernannt. Im Jahre 1927 unternahm Daneš zunächst Forschungsreisen in die Karstgebiete Frankreichs und Sloweniens und brach im Oktober 1927 zu einer Reise in die Karstgebiete der USA auf. Dort hielt er 1928 Vorträge an 30 Universitäten sowie bei Landschaftsverbänden. Nach einer Vorlesung an der University of California, Los Angeles am 10. April 1928 brach Daneš zu einem Besuch der Hollywood-Filmstudios auf. Auf dem Wege dorthin wurde er am 11. April 1928 in Culver City von einem fahrenden Auto erfasst und tödlich verletzt.

## Wirken
Daneš’ Forschungen beschäftigten sich mit der Geomorphologie, Vulkanologie und Anthropogeographie. Schwerpunkt seiner Arbeiten war das Oberflächenrelief von Karstgebieten. Die beabsichtigte Veröffentlichung einer Studie über die Karstgebiete der Erde kam durch seinen frühen Tod nicht zustande. Daneš war unter anderem Mitglied der Tschechischen Akademie der Wissenschaften und Künste und der Königlichen böhmischen Gesellschaft der Wissenschaften. Nach Daneš wurde das Tal Danes Valley in Nordaustralien benannt. 
Daneš’ wissenschaftliche Bibliothek schenkte seine Witwe Božena Danešová dem Geographischen Institut an der Naturwissenschaftlichen Fakultät der Karls-Universität. Ein Großteil der seltenen Bücher aus Daneš’ Sammlung verschwand jedoch während der deutschen Besetzung.
Nach dem Zweiten Weltkrieg übergab Božena Danešová den wissenschaftlichen Nachlass ihres Mannes dem Archiv der Tschechoslowakischen Akademie der Wissenschaften.
Anlässlich Daneš’ 110. Geburtstages richtete die Gemeinde Pavlov 1990 in Zusammenarbeit mit der Tschechoslowakisch-Australischen Gesellschaft im Schloss Nový Dvůr eine Gedenkstätte für Jiří Viktor Daneš ein. Diese musste nach der Restitution des Gutes Nový Dvůr 1992 geschlossen werden und die Exponate im Melicharovo vlastivědné muzeum Unhošť eingelagert. 

## Publikationen
- Dvojím rájem, Reisebericht über Australien und Java, 2 Bde. 1911–1912.
- Původ a zanikání domorodců v Australii a Oceanii, 1924.
- Tři léta při Tichém oceáně, Reisebericht, 2 Bde. 1926.